# Deborah Nadoolman

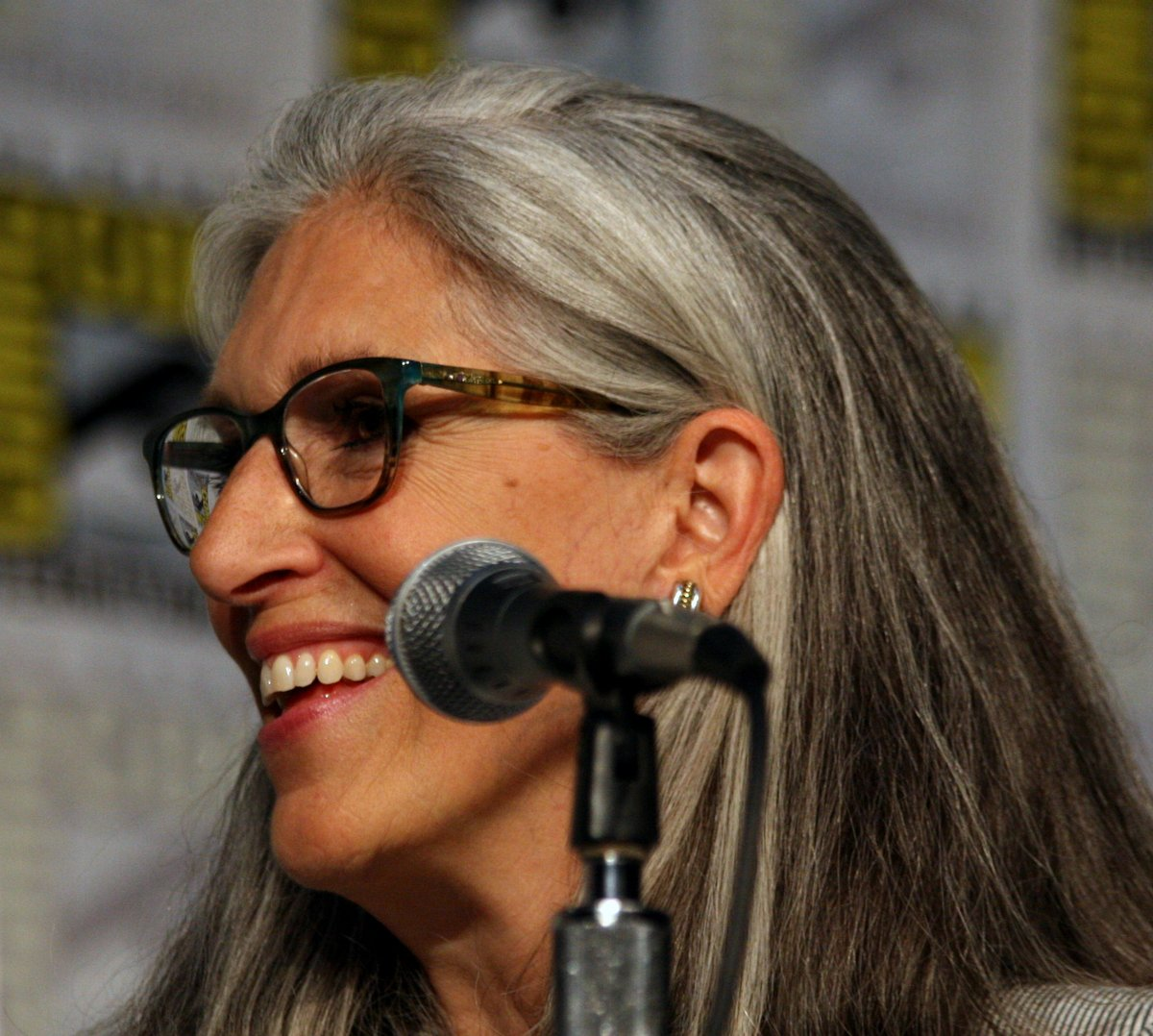
Deborah Nadoolman bei der San Diego Comic-Con International 2016

Deborah Nadoolman Landis (* 26. Mai 1952) ist eine US-amerikanische Kostümbildnerin und Sachbuchautorin. Sie ist Gründerin und Vorsitzende des David C. Copley Center for Costume Design an der University of California, Los Angeles (UCLA).

## Leben
Sie schloss ihr Studium des Kostümdesigns am UCLA College of Fine Arts 1975 ab und erhielt später einen Ph.D. in Kostümkunde am Londoner Royal College of Art. Ab Ende der 1970er Jahre zeichnete sie bei zahlreichen Filmproduktionen für die Kostüme verantwortlich, oft in Filmen ihres Mannes John Landis. Nadoolman kreierte so ikonische Kostüme wie den Fedora und die Lederjacke von Indiana Jones oder die rote Jacke, die Michael Jackson im Musikvideo Thriller trug. Bei der Oscarverleihung 1989 war sie für ihre Arbeit an Der Prinz aus Zamunda in der Kategorie Bestes Kostümdesign nominiert.
Von 2001 bis 2007 war sie in zwei aufeinanderfolgenden Amtszeiten Präsidentin der Costume Designers Guild. Sie ist Governor der Academy of Motion Picture Arts and Sciences.
Nadoolman veröffentlichte mehrere Sachbücher zum Kostümdesign. 2012 stellte sie den Katalog für die von ihr kuratierte Ausstellung Hollywood Costume im Londoner Victoria & Albert Museum zusammen.
Sie ist seit dem Jahr 1980 mit dem Regisseur und Filmproduzenten John Landis verheiratet. Aus der Ehe gingen die beiden Kinder Max Landis und Rachel Landis hervor.

## Filmografie (Auswahl)
- 1977: The Little Rascals (Fernsehfilm)
- 1977: Kentucky Fried Movie (The Kentucky Fried Movie)
- 1978: Ich glaub’, mich tritt ein Pferd (National Lampoon’s Animal House)
- 1979: 1941 – Wo bitte geht’s nach Hollywood (1941)
- 1980: Blues Brothers (The Blues Brothers)
- 1981: Jäger des verlorenen Schatzes (Raiders of the Lost Ark)[2]
- 1981: American Werewolf (An American Werewolf In London)
- 1983: Die Glücksritter (Trading Places)
- 1983: Unheimliche Schattenlichter (Twilight Zone: The Movie; Segment 1)
- 1983: Michael Jackson – Thriller (Musikvideo)
- 1984: Crackers – Fünf Gauner machen Bruch (Crackers)
- 1985: Kopfüber in die Nacht (Into the Night)
- 1985: Spione wie wir (Spies Like Us)
- 1986: ¡Drei Amigos! (¡Three Amigos!)
- 1988: Der Prinz aus Zamunda (Coming to America)[3]
- 1991: Valkenvania – Die wunderbare Welt des Wahnsinns (Nothing But Trouble)
- 1991: Oscar – Vom Regen in die Traufe (Oscar)
- 1991: Michael Jackson – Black or White (Musikvideo)
- 1992: Bloody Marie – Eine Frau mit Biß (Innocent Blood)
- 1996: Eine Familie zum Kotzen (The Stupids)
- 1997: Mad City
- 1998: Blues Brothers 2000
- 1998: Susan’s Plan
- 2010: Burke & Hare

## Schriften
- Costume Design: Screen Craft. Rotovision, 2003, ISBN 978-2880466497.
- 50 Designers/50 Costumes: Concept to Character. (Hrsg.) University of California Press, 2005, ISBN 978-0942102468.
- Dressed: A Century of Hollywood Costume Design. Harper Design, 2007, ISBN 978-0060816506.
- Hollywood Sketchbook: A Century of Costume Illustration. Harper Design, 2012, ISBN 978-0061984969.
- Hollywood Costume. Harry N. Abrams, 2013, ISBN 978-1419709821.